# 芦田均
芦田 均（あしだ ひとし、1887年〈明治20年〉11月15日 - 1959年〈昭和34年〉6月20日）は、日本の外交官、政治家。位階は従二位。勲等は勲一等。学位は法学博士（東京帝国大学）。
衆議院議員（11期）、厚生大臣（第13代）、外務大臣（第67・68代）、内閣総理大臣（第47代）を歴任した。

## 概説
外交官を経て政界入り。立憲政友会に所属して外務省とのパイプ役を務めた。軍国主義が広まる議会においてリベラリストとして活動した。戦後は自由党の結成に関与した後、離党して民主党を結党し、副総理を経て芦田内閣を首班した。

## 生涯

### 前半生

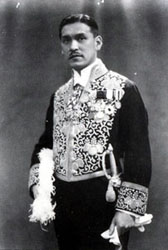
1931年、外交官時代

芦田は1887年11月15日、京都府天田郡宮村（後に中六人部村を経て現在の福知山市）に生まれた。生家は豪農であった。社会・民主・国民協同3党連立内閣のパートナーであり、大学時代の同級生でもあった片山哲は、芦田の死後まもなく衆議院本会議で行った追悼演説で、芦田が政界に入るまでをこのように述べている。
芦田は東京帝国大学を卒業後、1912年に外務省に入り外交官となった。最初の勤務地ロシア（ロシア大使本野一郎）ではロシア革命に接し、1918年に赴任したフランスではパリ講和会議を目にしている。1925年には一等書記官として、日土間の国交樹立にともないトルコ・イスタンブールに開設された日本大使館へ赴任した。1928年10月から1929年11月にかけて初代駐トルコ大使である小幡酉吉の帰朝にともない臨時代理大使を務め、この間に参事官へと昇格した。トルコでの芦田は「海峡問題」（ボスポラス海峡・ダーダネルス海峡の通航制度）やバルカン諸国などについて研究し、両海峡の通航制度史と当時の通航制度であったローザンヌ条約の問題点をまとめた学位請求論文「国際法及国際政治ヨリ見タル黒海並ニ君府海峡ノ地位」を執筆すると、母校である東京帝国大学に提出して1929年に法学博士を授与された。なお、この論文は翌年『君府海峡通航制度史論』として出版されている。1930年からは駐ベルギー大使館勤務となり、1932年に退官して帰国すると政界へ転身した。
芦田は戦前・戦中を通してリベラルな政治姿勢で知られており、斎藤隆夫の反軍演説の際には、牧野良三や宮脇長吉らとともに除名に反対票を投じた。政友会解党後は鳩山一郎率いる同交会に入り、1942年の第21回衆議院議員総選挙（いわゆる「翼賛選挙」）では非推薦で当選した。議会の外では言論人としても活躍し、外交官時代の『君府海峡通航制度史論』のほか、政治家への転身後も執筆活動を続け時局や外交に関する著書を多く発表している。政界入り後の1933年から1939年にかけてジャパンタイムズの社長を務めたほか、ダイヤモンド社の石山賢吉などとも親交を持った。

### 戦後の活動
1945年10月1日、安部磯雄、賀川豊彦、有沢広巳、馬場恒吾らと自由懇話会を結成。

#### 憲法9条と芦田修正
戦後まもなく、衆議院帝国憲法改正小委員会の憲法改正草案の審議において、「芦田修正」と呼ばれる修正が行われた。この修正は芦田の試案などが重要なたたき台となっており、芦田の意図なども含め、後の憲法論議における重要な論点となっている。

### 芦田内閣の発足

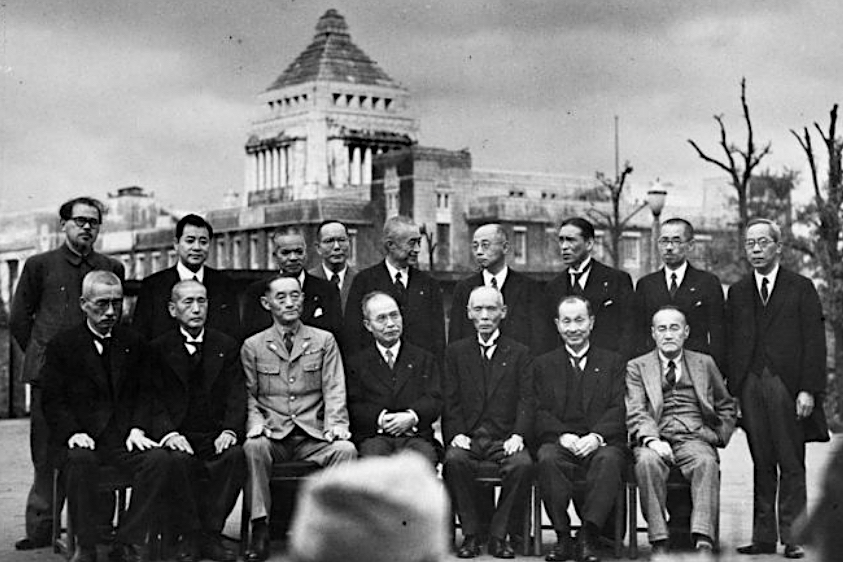
1945年10月9日、幣原内閣の閣僚らと（後列右から3人目）

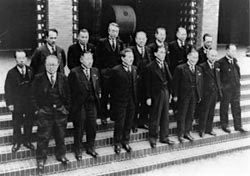
1948年3月10日、芦田内閣の閣僚らと（前列右から3人目）

1948年3月、芦田内閣が発足した。芦田内閣においては戦後日本の基礎となる多くの法律が成立している。新憲法に基づく刑事訴訟法の全面改正や警察組織の抜本改革（旧警察法の制定）、国家行政組織法とそれに基づく中小企業庁・石炭庁・建設省・海上保安庁・水産庁・経済調査庁といった各行政庁の設置法、教育委員会法、日本学術会議法、警察官職務執行法、行政代執行法、地方財政法、検察審査会法、軽犯罪法、風営法などがそれである。しかし、芦田自身が総理大臣として対応したのはインフレ対策や労働攻勢への対処であった。GHQは中道の芦田政権に好意的で、これらの課題を後押ししたが、政権は脆弱な政権基盤と野党自由党からの攻撃に苦慮し続け、独自の政策を打ち出す余裕は乏しかった。芦田は当時、誰が担当しても連合国の政策に沿う以外はなかったと書いている。これは一面の真理ではあるが、吉田茂首相が同じく占領政策の枠内にありながら、マッカーサーや、しばしば米国政府とも直接渡り合って自らの政策実現に尽力したような指導力を持ち得なかったという事情も大きかった。
前任者の片山が社会党委員長でかつ熱心なクリスチャンでありながら、昭和天皇の護持に心を砕いたのに対し、芦田は「新憲法になって以後、余り陛下が内政外交に御立入りになる如き印象を与えることは、皇室のためにも、日本のためにも良いことではない」と、憲法に記載されている通り、天皇を元首としてではなくあくまで象徴として扱うことを心がけた。首相就任まもなく芦田は、これ以降閣僚の内奏を取り止める旨を奏上した。芦田自身は外相時代、天皇に上奏をほとんど行わなかったため、鈴木一侍従次長は「陛下は外交問題について御宸念遊ばしてゐる(中略)外務大臣が内奏に見えないのか(中略)見えるなら土曜日でもよろしい」と、当時外務事務次官だった岡崎勝男に伝え、芦田は「御上の思召」なら行くべきと判断し宮中参内した。

### 芦田内閣の崩壊
だが芦田内閣は約半年で、西尾献金問題と昭和電工事件で惨憺たる結末を迎えた。西尾献金問題では派生して政党創設問題が浮上して、芦田自身も証人喚問をされた。昭和電工事件で1948年10月に芦田内閣が総辞職し、芦田自身も収賄で起訴された。しかし、判決は「金をもらって昭和電工に対して便宜を図らせることを栗栖大蔵大臣に働きかけていた」ことは認定したが、「外務大臣の芦田には職務権限はない」として無罪だった。このことを受けて、1958年に刑法改正で斡旋収賄罪が設けられた。昭和電工事件で事情聴取された者は約2,000人、逮捕者64人（うち現職国会議員10人）。裁判の結果は有罪2名のみだった。

### 首相退任後
政治家としては、1955年の保守合同に参加、自由民主党の外交調査会長に就任。ハンガリー動乱の際にはソ連に批判的な立場から「日本ハンガリー救援会」を組織している。晩年の約10年は、史書を著す事に重点を置いた。『芦田日記』は占領期の歴史を当事者の立場で書く為の備忘録だった。1959年に『第二次世界大戦外交史』を病床で口述筆記により完成させた。衆議院議員在任中の同年6月20日、東京都港区白金の自宅で死去した。71歳没。同月22日、特旨を以て位二級を追陞され、死没日付をもって従三位から従二位に叙され、勲一等旭日桐花大綬章を追贈された。追悼演説は同月24日、衆議院本会議で片山哲により行われた。なお、地盤は谷垣専一が引き継いだ。墓所は横浜市総持寺。
著書『革命前夜のロシア』は、会話文を駆使した、ほとんど小説の趣がある回想録で、日本の現役政治家の著作としてはきわめて異色である。鴨下信一は『忘れられた名文たち』（文藝春秋、1998）で2頁半もの引用の後「ああ、これはそっくりチェホフだ。日本にはこういう文章を書く政治家もいたのである」と評している。

## 年譜
- 1887年（明治20年）：京都府天田郡宮村（現・福知山市宮）に生まれる。
- 1904年（明治37年）：旧制兵庫県立柏原中学校（現・兵庫県立柏原高等学校）を卒業、旧制第一高等学校に入学。
- 1907年（明治40年）：東京帝国大学法学部仏法科に入学。
- 1910年（明治43年）：第二次『新思潮』にアナトール・フランスの短篇小説の翻訳を寄稿[注釈 2]。これが原因で第二次『新思潮』は発売禁止処分を受け、終焉を迎える。
- 1912年（大正元年）：東大を卒業し、外務省に入省。
- 1914年（大正3年）：サンクトペテルブルクに赴任。1918年（大正7年）1月まで同地に滞在し、その間にロシア革命を目撃。
- 1932年（昭和7年）：退官して立憲政友会公認で衆議院選挙に立候補し当選する。
- 1933年（昭和8年）：ジャパンタイムズ社長就任（1939年辞任）[8]
- 1939年（昭和14年）：政友会の分裂に際し、久原房之助や鳩山一郎らとともに正統派に属する。
- 1941年（昭和16年）：同交会の結成に参加。
- 1946年（昭和21年）：自由党から立候補し当選。帝国憲法改正小委員会委員長に就任し、芦田修正条項を入れる。
- 1947年（昭和22年）：自由党から一派を率いて離党し、日本進歩党と共に民主党を結党。党総裁に就任。片山哲内閣の外務大臣就任
- 1948年（昭和23年）：3月10日に内閣総理大臣に就任するが、昭和電工事件により10月5日に総辞職、12月7日芦田自身も逮捕。以後、民主党野党派、国民民主党、改進党、日本民主党（最高委員）と保守傍流政党に属する。
- 1955年（昭和30年）： 自由民主党結成に参加。
- 1957年（昭和32年）：衆議院議員勤続25年の表彰を受ける。
- 1958年（昭和33年）：昭和電工事件の無罪判決が確定。
- 1959年（昭和34年）：71歳で死去。谷垣專一（谷垣禎一の父）が選挙地盤を引き継ぎ代議士となった。
- 2002年（平成14年）5月18日：福知山市の生家に資料を所蔵展示する芦田均記念館が開館。

## 栄典
- 1920年（大正9年）9月7日 - 勲五等双光旭日章[9]
- 1940年（昭和15年）8月15日 - 紀元二千六百年祝典記念章[10]
- 1959年（昭和34年）6月20日 - 勲一等旭日桐花大綬章、従二位（没後叙勲）

## 親族
芦田はよく「私は丹波の百姓の息子で…」と言って吉田茂の貴族趣味・名門びいきに対抗していたが、芦田家は農家といっても豪農（綾部藩の大庄屋）であり、父・鹿之助も衆議院議員を務めた政治家でもあった。均は寿美夫人との間に2男2女をもうけたが、長女・美世（1919年生）は日本鉱業（のちのジャパンエナジー）の社長を務めた下河辺建二の次男・下河辺三史に、次女・ルリ（1925年生）は大蔵官僚の遠藤胖に嫁ぎ、サチ、チサ、三郎を儲けた。
長男・治太郎（1922年生）は9歳で早世、次男・富（1924年生）は海上自衛隊に入った。なお娘にヤス子がいる。
富の妻は芦田と同じ外交官仲間の吉沢清次郎の次女で、吉沢の長女は大蔵省財務官や東京銀行会長を務めた柏木雄介の兄・柏木一郎に嫁いだ。吉沢の義父は鐘紡元社長の武藤山治で、妻の姉は中上川彦次郎の息子に嫁いだ。義兄は同じく鐘紡社長を務めた武藤絲治（山治の次男）である。
吉沢の長女の嫁ぎ先である柏木一郎の弟・雄介の妻は大日本明治製糖創業家一族の相馬敏夫（敏夫の義父は相馬半治）の娘で、相馬のもう一人の娘（柏木雄介夫人の姉）は大日本麦酒社長や高橋ユニオンズのオーナーも務めた高橋龍太郎の甥に嫁いだ。龍太郎の長男は住友銀行副頭取からアサヒビール社長へ転出した高橋吉隆で、次男・高橋敏夫の娘（吉隆の姪）は元衆議院議長で大蔵官僚出身の伊吹文明に嫁いだ。吉隆の妻は山口財閥の創業家出身である。また、吉隆の四女（龍太郎の孫娘）は野村證券の創業者一族である野村文英に嫁いでおり、芦田家は吉沢家・柏木家・相馬家・高橋家を通して野村財閥の創業家と縁戚になった。柏木雄介の義弟である相馬克美の義父は元東邦ガス会長の青木清で（青木の義父は元日銀総裁の結城豊太郎）、青木の妻の姉は藤山雷太の長男・藤山愛一郎に嫁いでいる。愛一郎の長男・藤山覚一郎はヤマサ醤油の濱口家から夫人を迎えており、愛一郎の長女はサクラクレパスの創業家に嫁いだ。
芦田の娘婿・下河辺三史の兄にあたる下河辺孫一（建二の長男）は下河辺牧場の創業者であり、下河辺孫一の次女・牧子はドイツ文学者の小澤俊夫に嫁いだ。ミュージシャンで元フリッパーズ・ギターの小沢健二は俊夫・牧子夫妻の次男である。小沢健二を通じて、首相経験者の松方正義、山本権兵衛、実業家の岩崎弥太郎・弥之助兄弟、政治家の後藤象二郎、医師の緒方洪庵、その弟子の福沢諭吉らと親戚関係にある。
小澤俊夫の弟・小澤征爾は有名な指揮者で、征爾の前妻・江戸京子はピアニストで三井不動産元会長の江戸英雄の長女である。しかし征爾は江戸京子と離婚した後、ファッションモデルの入江美樹と再婚。美樹夫人との間に長女でエッセイストの小澤征良、長男で俳優・タレントの小澤征悦をもうけている。
また下河辺三史・美世夫妻の長男で、芦田の孫にあたる下河辺元春は国際政治学者の進藤榮一とともに『芦田均日記』（全7巻　岩波書店）の編纂にあたったことで知られている。下河辺元春の弟・下河辺晴三（三史・美世夫妻の三男）は音楽プロデューサーとなった、なお元春の弟で晴三の兄は史郎である。

## 著書

### 単著
- 『巴里会議後の欧洲外交』小西書店、1923年11月。 NCID BN15721544。全国書誌番号:43043792 全国書誌番号:60011044。
- 『列強の政戦』大阪毎日新聞社・東京日日新聞社、1924年9月。 NCID BA75522588。全国書誌番号:43043909。
- 『ロシア印象記』報知新聞社出版部、1924年10月。 NCID BN08754769。全国書誌番号:43047817。
- 『東宮及同妃両殿下御進講紀念小篇集』芦田均、1925年5月。 NCID BA47997179。全国書誌番号:43047575。
- 『高速度支那の旅』芦田均、1930年4月。 NCID BB1068219X。
- 『君府海峡通航制度史論』巌松堂書店、1930年5月。 NCID BN10210865。全国書誌番号:46084442 全国書誌番号:48006947。　※トルコ海洋研究基金が海峡関係の文献を集めていた折、2006～2008年在イスタンブール総領事松谷浩尚が在任中に紹介、日・トルコ外交関係樹立100周年を記念し、2024年9月にトルコ語で出版となる[18]。
  - (トルコ語) Bayram ÖZTÜRK(バイラム・オズトゥルク), ed (2024-09) (PDF 6.2 MB). İstanbul Boğazı Ulaşım Rejimi Tarihi Üzerinde Araştırma. Chieko ADACHI（訳）
- 『近代世界外交問題解説』タイムス出版社、1932年6月。 NCID BN1348233X。全国書誌番号:46079572 全国書誌番号:61000952。
- 『外交に関する質問』蘆田会、1933年。 NCID BA51697623。全国書誌番号:20092201。
- 『太平洋問題』春秋社〈世界経済問題講座 第5部〉、1933年。 NCID BN10837847。
- 『国際外交の知識』非凡閣〈万有知識文庫 8〉、1934年5月。 NCID BN1265508X。全国書誌番号:47026599。
- 『世界大戦より戦後の欧洲まで』明治図書〈最近世界外交史 中篇〉、1934年6月。 NCID BN04887669。全国書誌番号:46089500。
- 『米国参戦より聯盟脱退まで』明治図書〈最近世界外交史 後篇〉、1934年6月。 NCID BN04887669。全国書誌番号:47038175。
- 『最近の外交問題に就て』全国経済調査機関聯合会〈彙報別冊 第68号〉、1934年。 NCID BN12019001。全国書誌番号:47023724。
- 『極東に於ける露西亜の準備工作』全国経済調査機関聯合会〈彙報別冊 第71号〉、1934年。 NCID BN11990646。全国書誌番号:47023727。
- 『国策論叢 第2号』芦田均、1935年4月。全国書誌番号:44014031。
- 『新興日本の将来』日本青年館〈新興日本叢書 第1巻〉、1936年8月。 NCID BA45362030。全国書誌番号:46058282。
- 『東亜の現勢と外交国策』国政一新会〈国政一新論叢 第16輯〉、1936年11月。 NCID BA40809372。全国書誌番号:44019131。
- 『危機は欧洲か極東か』国政一新会〈国政一新論叢 第19輯〉、1937年6月。全国書誌番号:44007450。
- 『戦争はいつ始まるか』昭和書房、1937年8月。全国書誌番号:44022380。
- 『欧米を行脚して世界の情勢を語る』国政一新会〈国政一新論叢 第25輯〉、1938年5月。 NCID BB24185513。全国書誌番号:46053200。
- 『欧米見たまゝ』明治図書、1938年6月。 NCID BN05458985。全国書誌番号:20098719。
- 『東亜問題と国際関係』金光教典籍出版部〈時局叢書 第2輯〉、1939年10月。全国書誌番号:44032349。
- 『バルカン』岩波書店〈岩波新書 55〉、1939年12月。 NCID BN05839526。全国書誌番号:46045733 全国書誌番号:60008611。
- 『欧羅巴の危機と日本』全国経済調査機関聯合会〈彙報別冊 第120号〉、1939年。 NCID BN11951407。全国書誌番号:46060869。
- 『地中海に於ける英伊戦とバルカンの情勢』東洋経済新報社、1941年3月。全国書誌番号:44027324。
- 『第二次世界大戦前史』中央公論社、1942年4月。 NCID BN11786016。全国書誌番号:46005415。
- 『新憲法解釈』ダイヤモンド社、1946年11月。 NCID BN06995152。全国書誌番号:46009599。
- 『革命前夜のロシア』文藝春秋新社、1950年9月。 NCID BN08629144。全国書誌番号:55004646。
- 『憲法調査会の発足に際して』自主憲法期成議員同盟〈資料 17〉、1957年。 NCID BA78084669。
- 『憲法草案の出来るまで あわせて戦争拠棄の意味』東京だより社、1958年1月。 NCID BA53171027。
- 『革命前後のロシア』自由アジア社、1958年10月。 NCID BN05635388。全国書誌番号:58014292。
- 『第二次世界大戦外交史』（遺著）時事通信社、1959年10月。 NCID BN02845125。全国書誌番号:59008022。
- 『第二次世界大戦前史』時事通信社、1960年4月。 NCID BN05646646。全国書誌番号:60005264。
- 『最近世界外交史 1 ビスマルクから第一次世界大戦まで』時事通信社、1963年12月。 NCID BN06526424。
- 『最近世界外交史 2 第一次世界大戦から戦後の欧州まで』時事通信社、1964年12月。 NCID BN06529943。
- 『最近世界外交史 3 合衆国の参戦から日本の聨盟脱退まで』時事通信社、1965年4月。 NCID BN06529976。全国書誌番号:49010557。

以下は新編再刊
- 『制定の立場で省みる日本国憲法入門 第1集 芦田均』書肆心水、2013年11月。ISBN 9784906917204。 NCID BB14263097。全国書誌番号:22350068。[19]
- 『第二次世界大戦への外交史 1―満洲事変とその前史 1919-1933』書肆心水、2020年1月。ISBN 9784906917990。 NCID BB29810739。全国書誌番号:23346006。
- 『第二次世界大戦への外交史 2―ナチスの勃興から開戦まで 1933-1939』書肆心水、2020年2月。ISBN 9784910213002。 NCID BB30028586。全国書誌番号:。
- 『両大戦間世界外交史―賠償問題・経済復興・軍備縮小』書肆心水、2020年3月。ISBN 9784910213019。 NCID BB30639502。全国書誌番号:23376017。
- 『第一次世界大戦外交史―開戦前夜から講和会議と近東分割まで』書肆心水、2020年8月。ISBN 9784910213064。 NCID BC02476906。全国書誌番号:23456534。
- 『第二次世界大戦外交史 上』岩波書店〈岩波文庫 白帯〉、2015年11月。ISBN 9784003403112。 NCID BB19983242。全国書誌番号:22660687。改訂版
- 『第二次世界大戦外交史 下』井上寿一解説（巻末に索引）、岩波文庫 白帯、2015年12月。ISBN 9784003403129。 NCID BB19983242。全国書誌番号:22690602。

### 訳書
- ブランデルブルヒ『ビスマルクより世界大戦まで』明治図書〈最近世界外交史 前篇〉、1934年3月。 NCID BN04887669。全国書誌番号:47038649。
  - ブランデンブルク『第一次世界大戦への外交史1―ビスマルクから日露戦争まで』（各・改題新編）書肆心水、2020年10月。ISBN 9784910213071。 NCID BC03678145。全国書誌番号:23467279。
  - ブランデンブルク『第一次世界大戦への外交史 2―建艦競争からバルカン戦争と開戦まで』書肆心水〈第一次世界大戦への外交史 2〉、2020年10月。ISBN 9784910213088。 NCID BC03678156。全国書誌番号:23467281。

### 日記
岩波書店（1986年刊）
- 進藤榮一、下河辺元春 編『芦田均日記』 第1巻、岩波書店、1986年1月。ISBN 9784000087513。 NCID BN00143295。全国書誌番号:86020554。
- 進藤榮一・下河辺元春 編『芦田均日記』 第2巻、岩波書店、1986年2月。ISBN 9784000087520。 NCID BN00143295。全国書誌番号:86025705。
- 進藤榮一・下河辺元春 編『芦田均日記』 第3巻、岩波書店、1986年3月。ISBN 9784000087537。 NCID BN00143295。全国書誌番号:86030689。
- 進藤榮一・下河辺元春 編『芦田均日記』 第4巻、岩波書店、1986年5月。ISBN 9784000087544。 NCID BN00143295。全国書誌番号:86038385。
- 進藤榮一・下河辺元春 編『芦田均日記』 第5巻、岩波書店、1986年7月。ISBN 9784000087551。 NCID BN00143295。全国書誌番号:86053034。
- 進藤榮一・下河辺元春 編『芦田均日記』 第6巻、岩波書店、1986年9月。ISBN 9784000087568。 NCID BN00143295。全国書誌番号:87002597。
- 進藤榮一・下河辺元春 編『芦田均日記』 第7巻、岩波書店、1986年11月。ISBN 9784000087575。 NCID BN00143295。全国書誌番号:87013535。

柏書房（2012年刊）
- 福永文夫、下河辺元春 編『芦田均日記 1905-1945』 第1巻（1905年～1911年）、柏書房、2012年3月。ISBN 9784760140657。 NCID BB08469837。全国書誌番号:22070273。
- 福永文夫・下河辺元春 編『芦田均日記 1905-1945』 第2巻（1912年～1925年）、柏書房、2012年3月。ISBN 9784760140664。 NCID BB08469837。全国書誌番号:22070276。
- 福永文夫・下河辺元春 編『芦田均日記 1905-1945』 第3巻（1926年～1936年）、柏書房、2012年3月。ISBN 9784760140671。 NCID BB08469837。全国書誌番号:22070280。
- 福永文夫・下河辺元春 編『芦田均日記 1905-1945』 第4巻（1937年～1945年）、柏書房、2012年3月。ISBN 9784760140688。 NCID BB08469837。全国書誌番号:22070283。
- 福永文夫・下河辺元春 編『芦田均日記 1905-1945』 第5巻（解題、主要人名録他）、柏書房、2012年3月。ISBN 9784760140695。 NCID BB08469837。全国書誌番号:22070287。

## 論文
- 「墺太利滅亡史の考察」『史学』第19巻第4号、三田史学会、1941年3月、1-65頁、NAID 110007472208。
- 「最近の国際情勢」『建築雑誌』第675号、日本建築学会、1941年6月、418-425頁、NAID 110003778794。
- 「ロシアのテロリスト」『文藝春秋』第28巻第3号、文藝春秋新社、1950年3月、144-153頁、NAID 40003427669。
- 「ロシヤ皇后とラスプチン」『中央公論』第65巻第6号、中央公論社、1950年6月、144-155頁、NAID 40002401690。
- 「永世中立不可能論」『文藝春秋』第28巻第11号、文藝春秋新社、1950年7月、2-7頁、NAID 40003427307。
- 「W・チャーチルの教養」『新潮』第47巻第7号、新潮社、1950年7月、64-70頁、NAID 40001923320。
- 「自由と平和のための闘い」『文藝春秋』第29巻第4号、文藝春秋新社、1951年3月、32-38頁、NAID 40003427492。
- 「単独講和論の一盲点について――小野君への回答」『中央公論』第66巻第3号、中央公論社、1951年3月、87-89頁、NAID 40002402825。
- 「国際情勢とわが国の地位」『日労研資料』第115号、日本労働研究所、1951年3月、3-6頁、NAID 40002800472。
- 「日本は狙われている」『婦人公論』第37巻第4号、中央公論社、1951年4月、24-30頁、NAID 40003329579。
- 「再軍備は是か非か――自由と平和を衛る軍備」『世界週報』第32巻第28号、時事通信社、1951年10月、16-18頁、NAID 40002148687。
- 「安全保障と再軍備――米ソ戦の場合の日本」『東洋経済新報 別冊』第5号、東洋経済新報社、1951年10月、41-46頁、NAID 40002657626。
- 「能見物」『観世』第19巻第1号、檜書店、1952年1月、5-6頁、NAID 40000562028。
- 「自由と平和を衛る軍備は絶対に必要」『東邦経済』第13巻第2号、東邦経済社、1952年2月、23-24頁、NAID 40002636270。
- 「政府の不手際な行動――安保条約の行政協定に就て」『東邦経済』第13巻第4号、東邦経済社、1952年4月、14-15頁、NAID 40002636700。
- 「法学者はどう考えるか――戦争放棄と戦力」『世界』第77号、岩波書店、1952年5月、48-50頁、NAID 40002110577。
- 「自ら守らざる民は滅ぶ」『経済時代』第17巻第6号、経済時代社、1952年6月、16-23頁、NAID 40000872965。
- 「吉田は引退するか」『文藝春秋』第32巻第17号、文藝春秋新社、1954年11月、112-119頁、NAID 40003426429。
- 「トインビー博士の偉業」『日本歴史』第80号、吉川弘文館、1955年1月、2-4頁、NAID 40003063316。
- 「ソ連の対日要求は不当」『新政界』第2巻第1号、新政界社、1956年1月、NAID 40001908351。
- 「新憲法の生れるまで」『中央公論』第71巻第5号、中央公論社、1956年5月、40-47頁、NAID 40002388466。
- 「民主主義の新聞」『新聞研究』第62号、日本新聞協会、1956年9月、21-23頁、NAID 40001960538。
- 「日ソ交渉についての二つの発言-慎重論の立場から」『世界』第131号、岩波書店、1956年11月、65-70頁、NAID 40002093943。
- 「自由解放の精神――ソ連の東欧進入と衛星諸国」『経済時代』第21巻第12号、経済時代社、1956年12月、24-28頁、NAID 40000872738。
- 「日本はどっちを向いている」『経済往来』第9巻第10号、経済往来社、1957年10月、117-128頁、NAID 40000844163。
- 「ロシア・バレーの今昔」『文藝春秋』第35巻第11号、文藝春秋新社、1957年11月、NAID 40003426082。
- 「「新思潮」の前後」『文学界』第12巻第1号、文藝春秋、1958年1月、NAID 40003394176。
- 「核兵器時代の外交」『大陸問題』第7巻第3号、大陸問題研究所、1958年3月、10-29頁、NAID 40002299754。
- 「日米開戦まで（1）――近衛内閣と国交の調整」『世界週報』第40巻第14号、時事通信社、1959年4月、62-74頁、NAID 40002125506。
- 「日米開戦まで（2）――独ソ戦争」『世界週報』第40巻第15号、時事通信社、1959年4月、74-82頁、NAID 40002125511。
- 「日米開戦まで（3）――英米の対ソ援助」『世界週報』第40巻第16号、時事通信社、1959年4月、72-74頁、NAID 40002125518。
- 「日米開戦まで（4）――独ソ開戦と日本」『世界週報』第40巻第17号、時事通信社、1959年4月、76-83頁、NAID 40002125524。
- 「日米開戦まで（5）――大西洋会談後の日本」『世界週報』第40巻第18号、時事通信社、1959年5月、70-83頁、NAID 40002125533。
- 「日米開戦まで（6）――米、英、蘭の報復」『世界週報』第40巻第19号、時事通信社、1959年5月、78-83頁、NAID 40002125542。
- 「日米開戦まで（7）――近衛ついに身をひく」『世界週報』第40巻第20号、時事通信社、1959年5月、72-83頁、NAID 40002125543。
- 「日米開戦まで（8）――近衛より東条へ」『世界週報』第40巻第21号、時事通信社、1959年5月、78-83頁、NAID 40002125551。
- 「日米開戦まで（9）――対日戦備と最後協定案」『世界週報』第40巻第22号、時事通信社、1959年5月、76-83頁、NAID 40002125559。
- 「日米開戦まで（10）――一路破局へ」『世界週報』第40巻第23号、時事通信社、1959年6月、74-83頁、NAID 40002125497。
- 「日米開戦まで（11）完――日米開戦の幕、切って落さる」『世界週報』第40巻第24号、時事通信社、1959年6月、78-83頁、NAID 40002125568。
- 「帝国議会における両院委員長報告 議事速記録全文」『政教研究所紀要』第1号、国士舘大学政教研究所、1974年4月、207-256頁、NAID 120005959011。

### 博士論文
- 「国際法及国際政治ヨリ見タル黒海並ニ君府海峡ノ地位」、東京帝国大学、1929年4月16日、NAID 500000486775。

## 評伝・研究
- 宮野澄 『最後のリベラリスト 芦田均』 文藝春秋、1987年
- 上田美和 『自由主義は戦争を止められるのか　芦田均・清沢洌・石橋湛山』 吉川弘文館〈歴史文化ライブラリー〉、2016年
- 矢嶋光 『芦田均と日本外交　連盟外交から日米同盟へ』 吉川弘文館、2019年

## 関連作品
映画
- 『日本独立』（2020年、演：伊武雅刀）

テレビドラマ
- 『日本の戦後』第7集 「退陣の朝 革新内閣の九ヶ月」（1977年、NHK特集のシリーズ番組群、演：伊藤雄之助）
- 『憲法はまだか』（1997年、NHK、演：佐藤慶）
- 『負けて、勝つ 〜戦後を創った男・吉田茂〜』（2012年、NHK、演：篠井英介）
- 『アメリカに負けなかった男〜バカヤロー総理 吉田茂〜』（2020年、テレビ東京、演：久松信美）